# Elena Leuşteanu
Elena Leuşteanu (Chernivtsi, Reino de Rumania (actualmente Ucrania), 4 de julio de 1935-Bucarest, Rumania, 16 de agosto de 2008) fue una gimnasta artística rumana, que participó en las Olimpiadas de Melbourne 1956 y Roma 1960.

## Carrera deportiva
En las Olimpiadas de Melbourne 1956 ayuda a su equipo a lograr el bronce, y también consiguió el bronce en la competición en la prueba de suelo. 
Dos años después, en el Mundial celebrado en 1958 en Moscú contribuyó a que su equipo ganase la medalla de bronce, quedando las gimnastas rumanas situadas en el podio tras las soviéticas y las checoslovacas, y sus compañeras fueron: Elena Mărgărit, Atanasia Ionescu, Emilia Vătășoiu, Elena Săcălici y Sonia Iovan. 
Y otros dos años después, en las Olimpiadas de Roma 1960 volvió a ayudar a su equipo a lograr la medalla de bronce, en esta ocasión de nuevo situadas en el podio tras soviéticas y checoslovacas.